# 不動産登記規則
不動産登記規則（ふどうさんとうききそく、平成17年法務省令第18号）とは、日本の法令の1つで、不動産登記に関する手続について定めた法務省の省令である。旧不動産登記法下においては、省令として不動産登記法施行細則（明治32年司法省令第11号）が存在したが、現不動産登記規則と内容が必ずしも一致しているわけではない。

## 概要
本規則の上位には政令たる不動産登記令が存在し、その更に上位には法律たる不動産登記法が存在する。また、本規則の下位には通達として不動産登記事務取扱手続準則（平成17年2月25日民二第456号通達）が存在する。
本規則の内容については、不動産登記法に関する登記官が採るべき手続きを中心に定められている（不動産登記法第15条参照）。一部登記の申請情報及び添付情報についても定められている。なお、筆界特定の申請情報については不動産登記令には規定がなく、不動産登記法及び本規則に従うことになる。

## 構成
- 第1章 総則（第1条 - 第3条）
- 第2章 登記記録等
  - 第1節 登記記録（第4条 - 第9条）
  - 第2節 地図等（第10条 - 第16条の2）
  - 第3節 登記に関する帳簿（第17条 - 第27条の8）
  - 第4節 雑則（第28条 - 第33条）
- 第3章 登記手続
  - 第1節 総則
    - 第1款 通則（第34条 - 第40条）
    - 第2款 電子申請（第41条 - 第44条）
    - 第3款 書面申請（第45条 - 第55条）
    - 第4款 受付等（第56条 - 第60条）
    - 第5款 登記識別情報（第61条 - 第69条）
    - 第6款 登記識別情報の提供がない場合の手続（第70条 - 第72条）
    - 第7款 土地所在図等（第73条 - 第88条）

  - 第2節 表示に関する登記
    - 第1款 通則（第89条 - 第96条）
    - 第2款 土地の表示に関する登記（第97条 - 第110条）
    - 第3款 建物の表示に関する登記（第111条 - 第145条）

  - 第3節 権利に関する登記
    - 第1款 通則（第146条 - 第156条）
    - 第2款 所有権に関する登記（第156条の2 - 第158条）
    - 第2款の2 相続人申告登記等
      - 第1目 通則（第158条の2 - 第158条の18）
      - 第2目 相続人申告登記（第158条の19 - 第158条の23）
      - 第3目 相続人申告事項の変更の登記又は相続人申告事項の更正の登記（第158条の24 - 第158条の27）
      - 第4目 相続人申告登記の抹消（第158条の28 - 第158条の30）

    - 第2款の3 ローマ字氏名の併記（第158条の31 - 第158条の33）
    - 第2款の4 旧氏の併記（第158条の34 - 第158条の37）
    - 第3款 用益権に関する登記（第159条・第160条）
    - 第4款 担保権等に関する登記（第161条 - 第174条）
    - 第5款 信託に関する登記（第175条 - 第177条）
    - 第6款 仮登記（第178条 - 第180条）

  - 第4節 補則
    - 第1款 通知（第181条 - 第188条）
    - 第2款 登録免許税（第189条・第190条）
    - 第3款 雑則（第191条・第192条）
- 第4章 登記事項の証明等
  - 第1節 登記事項の証明等に関する請求（第193条 - 第195条）
  - 第2節 登記事項の証明等の方法（第196条 - 第202条）
  - 第3節 登記事項証明書等における代替措置
    - 第1款 通則（第202条の2 - 第202条の9）
    - 第2款 代替措置（第202条の10 - 第202条の15）
    - 第3款 公示用住所の変更（第202条の16）
    - 第4節 手数料（第203条 - 第205条）
- 第5章 筆界特定
  - 第1節 総則（第206条）
  - 第2節 筆界特定の手続
    - 第1款 筆界特定の申請（第207条 - 第213条）
    - 第2款 筆界特定の申請の受付等（第214条 - 第217条）
    - 第3款 意見又は資料の提出（第218条 - 第221条）
    - 第4款 意見聴取等の期日（第222条 - 第226条）
    - 第5款 調書等の閲覧（第227条・第228条）

  - 第3節 筆界特定（第229条 - 第232条）
  - 第4節 筆界特定手続記録の保管（第233条 - 第237条）
  - 第5節 筆界特定書等の写しの交付等（第238条 - 第241条）
  - 第6節 雑則（第242条 - 第246条）
- 第6章 法定相続情報（第247条・第248条）
- 附則

## 改正
1. 2005年8月15日、不動産登記規則の一部を改正する省令（平成17年法務省令第82号）により一部改正され、印鑑証明書の添付が不要な場合・複数の登記識別情報の有効証明請求を一括して申請できる場合・登記識別情報の有効証明請求の申請書の添付書面は原本還付請求できる旨・閉鎖事項証明書は請求した登記所の管轄以外の登記所に係るものは請求できない旨（平成19年法務省令第15号により廃止）が規定された
2. 2005年11月11日、不動産登記法等の一部を改正する法律の施行に伴う関係省令の整備に関する省令（平成17年法務省令第106号）第4条により第27条の2及び第5章が追加され、筆界特定に関する事項が規定された
3. 2006年3月29日、非訟事件手続法による財産管理の報告及び計算に関する書類並びに財産目録の謄本又は株主表の抄本の交付に関する手数料の件の廃止等をする省令（平成18年法務省令第28号）第9条により一部改正され、一の申請情報によってすること（一括申請）ができる登記の追加・代表者資格証明情報の添付を省略できる場合の制限・文言及び条名の改正がされた
4. 2006年3月31日、不動産登記規則及び船舶登記規則の一部を改正する省令（平成18年法務省令第43号）第1条により一部改正され、所得税法等の一部を改正する等の法律（平成18年法律第10号）第5条[1]により登録免許税法が改正されたことに伴う、本令に記載されている登録免許税法の別表の番号の変更がされた
5. 2007年3月30日、不動産登記規則等の一部を改正する省令（平成19年法務省令第15号）第1条により一部改正され、印鑑証明書の添付が不要な場合・登記識別情報の不通知又は失効の証明を請求する場合には登記識別情報の添付が不要な旨・条名の修正・他の管轄の登記所に係る登記事項証明書を請求できる場合の条件の緩和・地図等（不動産登記規則第1条第2号の定義を参照）の写し及び土地所在図等（同規則第1条第7号の定義を参照）の写しを送付するよう請求することは電子情報処理組織を使用してすることができる旨が規定された
6. 2007年9月28日、不動産登記規則等の一部を改正する省令（平成19年法務省令第57号）第1条により一部改正され、管轄転属の際の目録等の処理に関する規定が信託目録及び地役権図面にも適用される旨・信託法の全面改正に伴う信託登記に関する事項の変更・郵政民営化に伴う文言の修正・別記第4号様式の変更がされた
7. 2008年1月11日、不動産登記規則の一部を改正する省令（平成20年法務省令第1号）により一部改正され、登記識別情報を書面で通知する場合は当該書面を送付できる旨・登記識別情報に関する証明を、不動産登記法第23条第4項第1号の代理人から請求する場合は代理権限証明情報の提供が不要であるなどの旨・電子情報処理組織を使用する方法により登記の申請をする際に、添付情報の一部を書面で提出する場合の手続き・文言及び条名の修正・別記第13号様式の追加がされた
8. 2008年7月22日、不動産登記規則等の一部を改正する省令（平成20年法務省令第46号）第1条により一部改正され、登記の申請情報等の保存期間の延長等・商業登記及び法人登記の事務の集中化の実施に伴う規定の整備・不動産登記規則第52条の指定公証人に関する件は同条の「法務大臣が定めるもの」に包含させる旨・受付番号の更新は必ず1年ごととする旨・事前通知制度を利用する際の資格者代理人（不動産登記規則第63条第5項の定義を参照）が本人確認を行うことができる書類に運転経歴証明書及び後期高齢者医療の被保険者証が加わった旨・文言及び条名の改正がされた
9. 2008年11月25日、不動産登記規則等の一部を改正する省令（平成20年法務省令第62号）により一部改正され、登記事項証明書等につきA列4判縦型を標準とする変更に伴う別記様式の変更がなされ、登記官が信託目録を作成した場合は目録番号を信託の登記の末尾に記録すべき旨が明記された
10. 2009年4月23日、電気通信回線による登記情報の提供に関する法律施行規則等の一部を改正する省令（平成21年法務省令第23号）第2条により一部改正され、文言の修正が示された
11. 2010年4月1日、不動産登記規則等の一部を改正する省令（平成22年法務省令第17号）第1条により一部改正され、地図の作成単位の追加・地図及び土地所在図等並びに地積測量図の記録事項の変更・地図等及び土地所在図等についての副記録制度の導入・地図訂正申出の方法の追加・行政区画の変更等の規定の地図等への準用・地図等証明書等の交付の請求方法の追加された